# مادر (فیلم ۱۹۲۶)
مادر (روسی: Мать) فیلمی صامت از وسیوالاد پودوفکین محصول سال ۱۹۲۶ است. فیلم بر اساس رمان مشهوری به همین نام از ماکسیم گورکی ساخته شد.